# Platylabus punctifrons
Platylabus punctifrons là một loài tò vò trong họ Ichneumonidae.